# 拉吉斯拉夫·福切克
拉吉斯拉夫·福切克（捷克語：Ladislav Fouček，1930年12月10日—1974年7月4日），捷克男子自行车运动员。他曾代表捷克斯洛伐克参加1952年和1956年夏季奥林匹克运动会自行车比赛，其中1956年奥运会获得二枚银牌。